# Wacquinghen
Wacquinghen ist eine französische Gemeinde mit 261 Einwohnern (Stand 1. Januar 2022) im Département Pas-de-Calais in der Region Hauts-de-France. Sie gehört zum Arrondissement Boulogne-sur-Mer und zum Gemeindeverband Terre des Deux Caps. Die Bewohner nennen sich Wacquinghenois.

## Geographie
Die Gemeinde Wacquinghen liegt zwischen Calais und Boulogne-sur-Mer, etwa sechs Kilometer östlich der Ärmelkanalküste.
Die angrenzenden Gemeinden sind Beuvrequen im Norden, Offrethun im Osten, Maninghen-Henne im Süden und Wimille im Westen.
Das nur 247 Hektar umfassende Gemeindegebiet im Regionalen Naturpark Caps et Marais d’Opale gehört zum Einzugsgebiet des Küstenflusses Slack. Bis auf einen Park um das Château de Berguette ist das Gemeindeareal völlig waldfrei.

## Bevölkerungsentwicklung
| Jahr      | 1962 | 1968 | 1975 | 1982 | 1990 | 1999 | 2006 | 2014 | 2022 |
| Einwohner | 136  | 122  | 124  | 165  | 188  | 236  | 233  | 250  | 261  |

Im Gründungsjahr 1793 wurde mit 66 Bewohnern die bisher geringste Einwohnerzahl ermittelt. Die Zahlen basieren auf den Daten von cassini.ehess und INSEE.

## Sehenswürdigkeiten
- Kirche Saint-Antoine
- Château de Berguette  aus dem 13. Jahrhundert mit einem Landschaftspark[3]

## Wirtschaft und Infrastruktur
In der Gemeinde sind fünf Landwirtschaftsbetriebe ansässig (Getreideanbau, Milchwirtschaft).
Wacquinghen liegt an der Autoroute A 16 mit einem nahen Anschluss. Der vier Kilometer entfernte Bahnhof Wimille-Wimereux liegt an der Bahnstrecke von Boulogne-sur-Mer nach Calais.

## Belege
1. ↑  Wacquinghen auf cassini.ehess
2. ↑  Wacquinghen auf INSEE
3. ↑  Châreau de Berguette (Memento vom 3. Februar 2015 im Internet Archive) (französisch)
4. ↑  Landwirtschaftsbetriebe auf annuaire-mairie.fr (französisch)